# Andreas Reisinger
Andreas Reisinger (14 de outubro de 1963) é um ex-futebolista austríaco. Ele competiu na Copa do Mundo FIFA de 1990, sediada na Itália, na qual a seleção de seu país terminou na 17º colocação dentre os 24 participantes.